# Matt Rhoades
Matt Rhoades (* 3. Februar 1975 in Saratoga Springs, New York) ist ein US-amerikanischer politischer Funktionär. Er wurde vor allem bekannt als Manager des Wahlkampfteams des Präsidentschaftskandidaten der Republikanischen Partei, Mitt Romney, bei den Präsidentschaftswahlen im Jahr 2012.

## Leben und Tätigkeit
Rhoades ist der Sohn des Kaufmanns Paul Rhoades. Nach dem Besuch der Saratoga Springs High School, die er 1993 verließ, studierte Rhoades an der Maxwell School of Citizenship der Syracuse University (B.A. 1997) in Syracuse (New York), und der Graduate School of Political Management der George Washington University (M.A., 1999) in Washington, D.C.
Ende der 1990er Jahre begann Rhoades als Funktionär für die Parteiorganisation der Republikaner zu arbeiten. Maßgeblichen Einfluss auf seine Prägung nahm zu dieser Zeit der spätere Kongressabgeordnete Tim Griffin aus Arkansas, der als sein Mentor gilt.
Erstmals tat sich Rhoades während der Präsidentschaftswahlen im Jahr 2000 hervor. Namentlich fiel er während der kontroversen Nachauszählung von Stimmen im US-Bundesstaat Florida als republikanischer Analyst auf. Nachdem der Supreme Court entschieden hatte, die Nachauszählung zu beenden und George W. Bush zum Präsidenten gekürt wurde, nahm dieser Rhoades ins Weiße Haus mit. Er erhielt eine führende Stellung in der Abteilung für die Verwaltung der Mitarbeiter des Präsidenten (associate director for presidential personnel).
Während des Wahlkampfes im Vorfeld der Präsidentschaftswahl im Jahr 2004 fungierte Rhoades als Leiter des Arbeitsbereiches opposition research in George W. Bushs Wahlkampfteam. In dieser Position durchforstete Rhoades die Biografie von Bushs demokratischem Gegenkandidaten um das Präsidentenamt bei der Wahl im Jahr 2004, John Kerry, nach Widersprüchen und Schwachpunkten. Unter maßgeblicher Beteiligung von Rhoades fügte Bushs Wahlkampfteam die von Rhoades und seinen Mitarbeitern zusammengetragenen Versatzstücke zu einem – aus der Sicht der US-Wähler – vernichtenden Narrativ zusammen, der Kerry als seine Positionen ständig wechselnden Wendehals (flip-flopper) und volksentrückten Snob mit frankophilen Neigungen porträtierte, der als Oberbefehlshaber nicht akzeptabel sei. In den folgenden Jahren war Rhoades wieder für das Republican National Committee tätig.
Um 2006 kam Rhoades mit dem republikanischen Politiker Mitt Romney in Kontakt, der ihn schließlich als politischen Mitarbeiter an sich zog. Während der Kampagne Romneys zur Bewerbung um die Nominierung als Kandidat der Republikanischen Partei für die US-Präsidentschaft für die im Januar 2009 beginnende Amtszeit in den Jahren 2007 und 2008 fungierte Rhoades als Romneys Kommunikationsdirektor. Er behielt diese Stellung bei bis Romney im März 2008 offiziell verkündete, dass es ihm nicht mehr möglich sei, die Nominierung seiner Partei zu gewinnen, und sich daraufhin aus dem Rennen um die Präsidentschaftsnominierung seiner Partei zurückzog.
Von 2007 bis 2010 war Rhoades Vizepräsident der DCI Group, einer Kommunikationsfirma in der Hauptstadt Washington. 2010 wurde Rhoades Chef des eine neue Präsidentschaftskandidatur Romneys vorbereitenden politischen Action-Committees Free & Strong America.
Nach der Entscheidung Romneys sich anlässlich der Präsidentschaftswahl im Jahr 2012 erneut um die Nominierung der Republikanischen Partei zu bewerben, holte Romney Rhoades um 2010 abermals in sein Wahlkampfteam und betraute ihn mit dessen Leitung, indem er ihm den Posten des Wahlkampfmanagers übertrug. Vom Sommer 2011 bis ins Frühjahr 2012 dirigierte Rhoades vom Hauptquartier der Romney-Kampagne in Boston (Massachusetts) aus Romneys Anstrengungen sich im parteiinternene Vorwahlkampf der Republikaner gegen eine Reihe von anderen Bewerbern um die Präsidentschaftsnominierung durchzusetzen. Nachdem es Rhoaedes Kandidaten im März 2012 gelungen war, sich de facto die Präsidentschaftsnominierung seiner Partei zu sichern und die Romney-Kampagne praktisch zur republikanischen Präsidentschaftskampagne avanciert war, übernahm Rhoades als Manager der Romney-Kampagne so die Leitung der Wahlkampforganisation der Republikanischen Partei im Wettbewerb um das Präsidentenamt.
Außer Eric Fehrnstrom gilt Rhoades als das wichtigste Mitglied von Romneys Wahlkampfteam der Präsidentschaftswahl von 2012. Sein alter Freund Griffin äußerte hierzu, dass man „in der intensiven Fokussierung auf das angestrebte Ziel und der intensiven Disziplin der Romney-Kampagane deutlich die Handschrift von Matt Rhoades“ erkenne.
Rhoades gilt als graue Eminenz: öffentlichkeitsscheu, wortkarg und verschlossen. Seine Kandidaten begleitet er nur selten bei öffentlichen Auftritten. Interviews gibt er praktisch nie, so dass Journalisten häufig betonen, dass sie trotz seiner wichtigen Stellung in Romneys Stab, sein Aussehen kaum kennen würden und ihn bei Presseempfängen nicht erkannt hätten. Die Wurzeln von Rhoades Karriere liegt im Bereich der opposition research, d. h. jenem Sektor der amerikanischen Wahlkampforganisationen, der damit befasst ist, Informationen – vor allem solche kompromittierender Natur – über die Kandidaten der jeweiligen Gegenseite zu Tage zu fördern, um diese im Wahlkampf als Munition gegen die Opponenten des eigenen Kandidaten einsetzen zu können. Dem Wall Street Journal zufolge ist es Rhoades’ Spezialität, „Dreck [über seine Gegner] auszugraben“.
Die Washington Post beschrieb Rhoades als die organisatorische Kraft hinter den Kulissen von Romneys vorsichtiger und glattpolierter Wahlkampagne"

## Privatleben
Rhoades ist seit dem Sommer 2012 in zweiter Ehe verheiratet.